# Dirk Wilutzky
Dirk Wilutzky (Herleshausen, 1965) é um cineasta alemão. Foi indicado ao Oscar de melhor documentário de longa-metragem na edição de 2015 pela realização na obra Citizenfour.

## Filmografia
- 2005: The Fleetingness
- 2007: Pitching in Hollywood
- 2011: Was tun?
- 2011: Und wir sind nicht die Einzigen
- 2014: Citizenfour